# Saint-Chamas
Saint-Chamas | é uma comuna francesa na região administrativa da Provença-Alpes-Costa Azul, no departamento de Bouches-du-Rhône. Estende-se por uma área de 26,71 km². Em 2010 a comuna tinha 8 721 habitantes (densidade: 326,5 hab./km²).